# Khumbutse
Khumbutse (kinesisk: 坤布崎峰; pinyin: Kūnbùzī Fēng) er et bjerg i Khumbu-regionen i bjergkæden Mahalangur Himal. Khumbutse ligger på grænsen Nepal og Kina, i Solukhumbu-distriktet i Nepal og i Tingris amt Shigatse prefektur, i Tibet. Toppen ligger på 6 639 meter over havet.

## Beskrivelse
Khumbutse har fået sit navn af den ligger ved Khumbu-dalen, der hvor Khumbu-glacieren ligger. Den er en velbekendt by for Everest-bjergbestigere, da bjerget ligger på vestlige side af Mount Everest (8848 m) og Lingtren (6714 m), med Lho La-passet (6006 m) indmellem.
På afstand ligner Khumbutse påfaldende en miniature af den 8000 meter lange top af Lhotse. Ligesom det nærtliggende Lingtren ligger bjerget i skyggen af bjergsryggen mellem Mount Everest og Pumori, hvilket gør mange turister og klatrer ikke engang opmærksomme på det.
Bjerget er stejlt, men stort set dækket af sne og is. Laviner på Khumbutses pister rapporteres ofte. indefor bjergbestigning har bjerget ID KHUM.
Nærmeste Khumbutse befinder sig som første bjerg til vest Mount Everest. De nærmeste bjerge er dog Lingtren, Changtse, Pumori, Jiangbing Ri, Kala Patthar og Nuptse, med stigende afstande.
Bjerget er afvandingsområde til Ganges og dermed til Den Bengalske Bugt.

## Klatrehistorie
Khumbutse blev besteget første gangen 1979 i en solo klatring udført af den slovenske klatre, og udøveren af speed climbing, Franček Knez. Det var i forbindelse med et Everest-forsøg, hvor Knez følte, at ekspeditionen fik lov at vente alt for længe på at kunne klatre og bad derfor om lov til at forlade ekspeditionen for at forsøge at nå toppen selv.
Flere kilder siger i stedet den hollandske klatrer Bart Vos som første nåede til Khumbutses top, men dette vil ikke været sket, i overensstemmelse med Bart Vos egne data før en gang i november eller december 1993.

Det findes også kilder som hverken ser Knez solo klatring eller Vos påståede data om modsvarende bedrifter, lidt over 14 år senere som utilstrækkeligt dokumenteret. Så er bjerget stadig erklæret uden topklatring.
Officielt blev Khumbutse åbnet for udenlandske klatrer først i 2002, da den nepalesiske regering åbnede 103 nye bjerge, hvilket gjorde det legitimt at klatre på i alt 263 af Nepals bjerge.